# 位相差顕微鏡

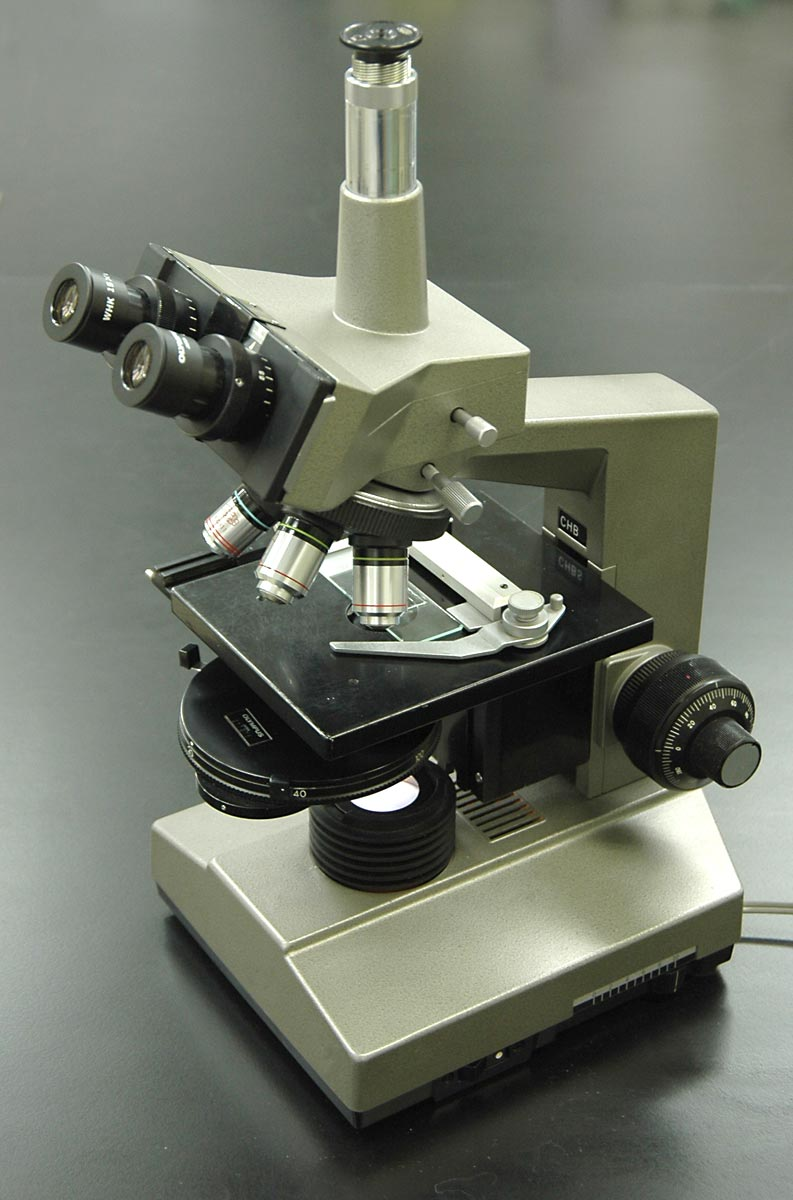
典型的な生物用位相差顕微鏡

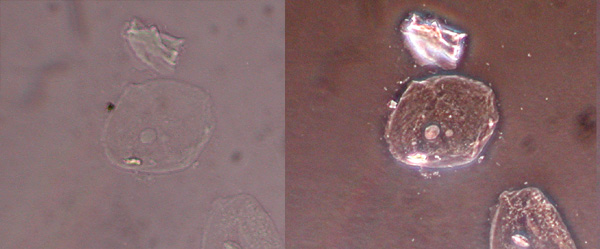
口内頬部細胞の観察例 明視野（左）と比較して位相差（右）ではコントラストが明瞭になっているのが分かる

位相差顕微鏡（いそうさけんびきょう）とは、光線の位相差をコントラストに変換して観察できる光学顕微鏡のことである。標本を無染色・非侵襲的に観察することができるため、特に生物細胞を観察する場合や臨床検査に多く用いられる。また、石綿の検出にも使用される。

## 概要
物質に光線が通過するとき、異なる屈折率をもつ物質を透過した光を比較すると位相差が発生している。また、光線を物質が遮るとき光線は回折する。
不透明な物質を顕微鏡で観察する場合は、減光や着色によってコントラストがあらわれるために像を直接観察することが可能である。
しかし、無染色の細胞や微生物を観察する場合には対象がほぼ透明であるためコントラストがほぼ無く、そのままでは観察が不可能である。このため観察法としては染色法が発達したが、染色した細菌や細胞は損傷を受け、場合によっては死滅する。これは、観察しているものを取り出して培養する場合や生態を観察する上で極めて都合が悪い。そのため無染色で観察できる方法が探究された。
フリッツ・ゼルニケは回折格子の研究を応用し、位相のズレをコントラストとして検出する方法を1932年に完成させた。（なお、これらの功績によってゼルニケは1953年にノーベル物理学賞を受賞した）
構造は光学顕微鏡に、専用の位相差コンデンサーと位相差対物レンズを導入したものである。
このユニットは対物レンズ構成にもよるが数十万円程度であり、研究用の光学機器としては比較的安価な部類に入る。（後述の微分干渉顕微鏡は数百万円、共焦点レーザー顕微鏡は1千万円を超えることすらある）
1943年にカール・ツァイスおよびボシュロムによって製品化された。日本国内では1949年に高千穂光学（現オリンパス）によって初めて製品化された。

## 原理
位相差顕微鏡の主な構成要素は、主に次の二つである。

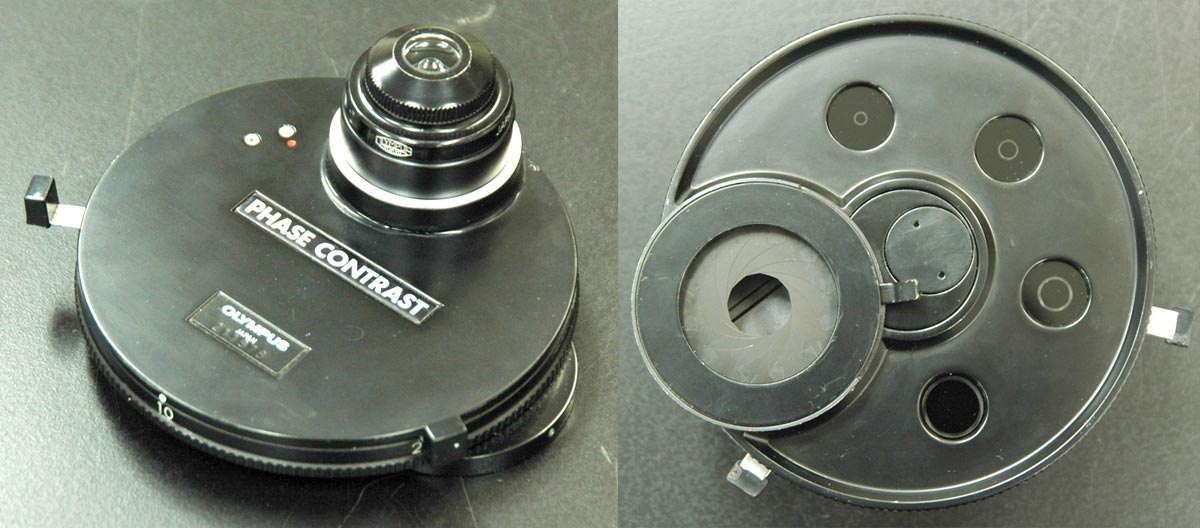
位相差顕微鏡用のコンデンサ・右側4つのドーナツ型スリットが位相差観察用のもの

位相差観察用コンデンサは、ドーナツ型のスリットを通して光を透過させる構造になっている。ドーナツ型スリットの大きさは対応する対物レンズの位相リング（後述）と共役な関係にある。観察に用いる対物レンズを交換すると対物レンズの位相リングの大きさが変わるため、ドーナツ型スリットの大きさを変える必要がある。多くの位相差観察用コンデンサはターレット上に並べられた複数のスリットを持ち、対物レンズにあわせて変更が可能となっている。

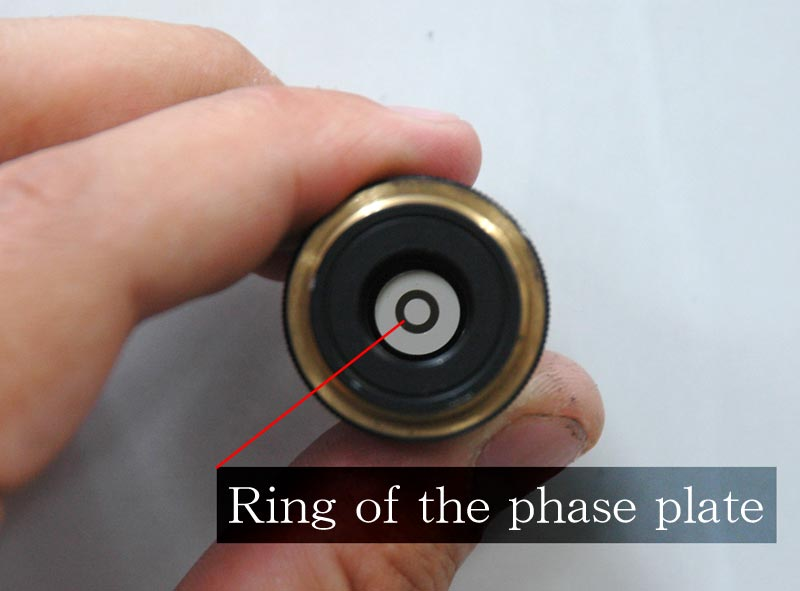
位相差顕微鏡用のx10対物レンズを接眼レンズ側から見たもの。レンズ内に見える黒い（正確には暗い半透明）リングが位相リング

位相差観察用対物レンズは、通常の顕微鏡用対物レンズに位相リングとよばれるリング状の位相膜と減光フィルタを追加したものである。位相リングを通過する光は位相が1/4波長分ずれ（遅らせる場合と進める場合がある）、また、減光される。
位相差顕微鏡がコントラストを得ているのは次のような原理による。接眼レンズ型の小型望遠鏡（芯出し望遠鏡とよばれる）を用いて接眼部をのぞきこみ、位相差コンデンサを通過した光が位相リングに部分と一致するように調整しておく。
- 屈折率のむらがある物体を透過する光は、直進する光（0次回折光）と1次回折光の和で近似できる。これらの間にはπ/2の位相差があり、1次回折光の強さは屈折率のむらに比例する。
- 0次回折光（バックグラウンド光）は対物レンズの位相リングを通過する。このとき位相板によりπ/2位相が進め/遅らせられ、また、減光される。
- 焦点面では試料光とバックグラウンド光が合成され、位相の差がコントラストとして観察される

本質的な解像原理は通常の光学顕微鏡と変わらないため、実用的な倍率は1000-1500倍程度が限度となる。

## 位相差像
こうして得る像のうち、背景が明るく/試料が暗く観察されるものをポジティブコントラスト・背景が暗く/試料が明るく観察されるものをネガティブコントラストと呼ぶ。一般的にはポジティブコントラストは細胞中の細胞核などの大型構造物に、ネガティブコントラストは顆粒・粒状の構造の観察に向くとされる。
背景と試料との境界部分にはハロと呼ばれるオーラ状の光が発生する。ハロは試料と背景とのコントラストを上げ、可視性を向上させる。その一方でハロの発生は境界部分の微細構造に対する解像度を下げるという問題点もある。この問題については位相リング部の減光度を調整することによって対処が行われる。具体的には減光度を調整した対物レンズを数種用意し、適正なコントラストのものに交換する。

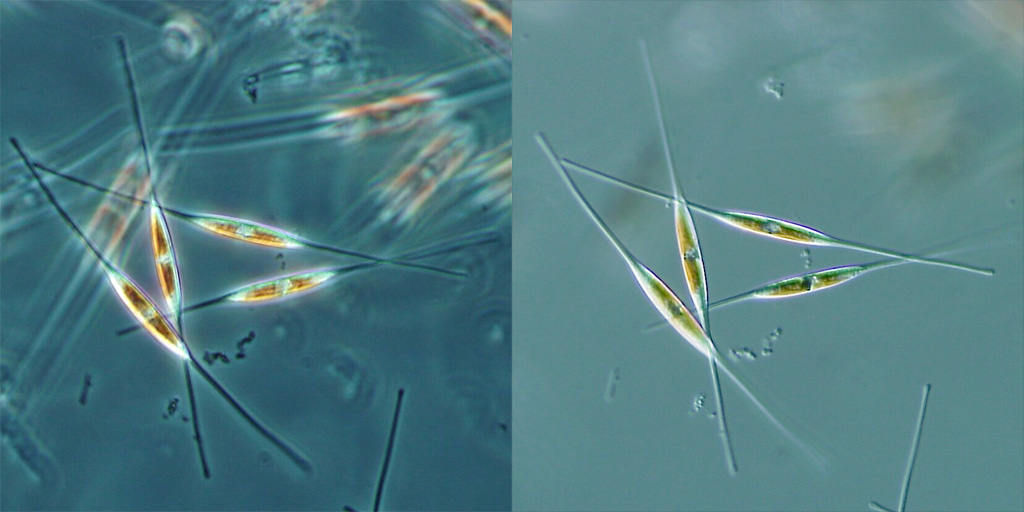
珪藻の位相差像（左）および微分干渉像（右）

位相差をコントラストに変換して用いる顕微鏡として他に微分干渉顕微鏡がある。比較については微分干渉顕微鏡#位相差顕微鏡との比較を参照のこと。大まかにいうと、位相差顕微鏡はコントラストが試料の厚さに対応するのに対し、微分干渉顕微鏡は試料の屈折率に対応して変化する。
位相差顕微鏡の問題点として、原理上の問題から照明光の一部しか観察に利用できないことが挙げられる。このため観察される像は暗い。この問題に対処するため照明光源には強力なものが必要となる。

## その他
細胞培養・細胞操作用には特に位相差倒立顕微鏡が用いられる。これは下からシャーレなどを覗き込むようにして観察できる構造とした顕微鏡で、シャーレ上の細胞の扱いなどに特化している。
位相差電子顕微鏡が現在開発途上にある。位相板として炭素薄膜が有望視されている。